# Machaerina
Machaerina är ett släkte av halvgräs. Machaerina ingår i familjen halvgräs.

## Bildgalleri

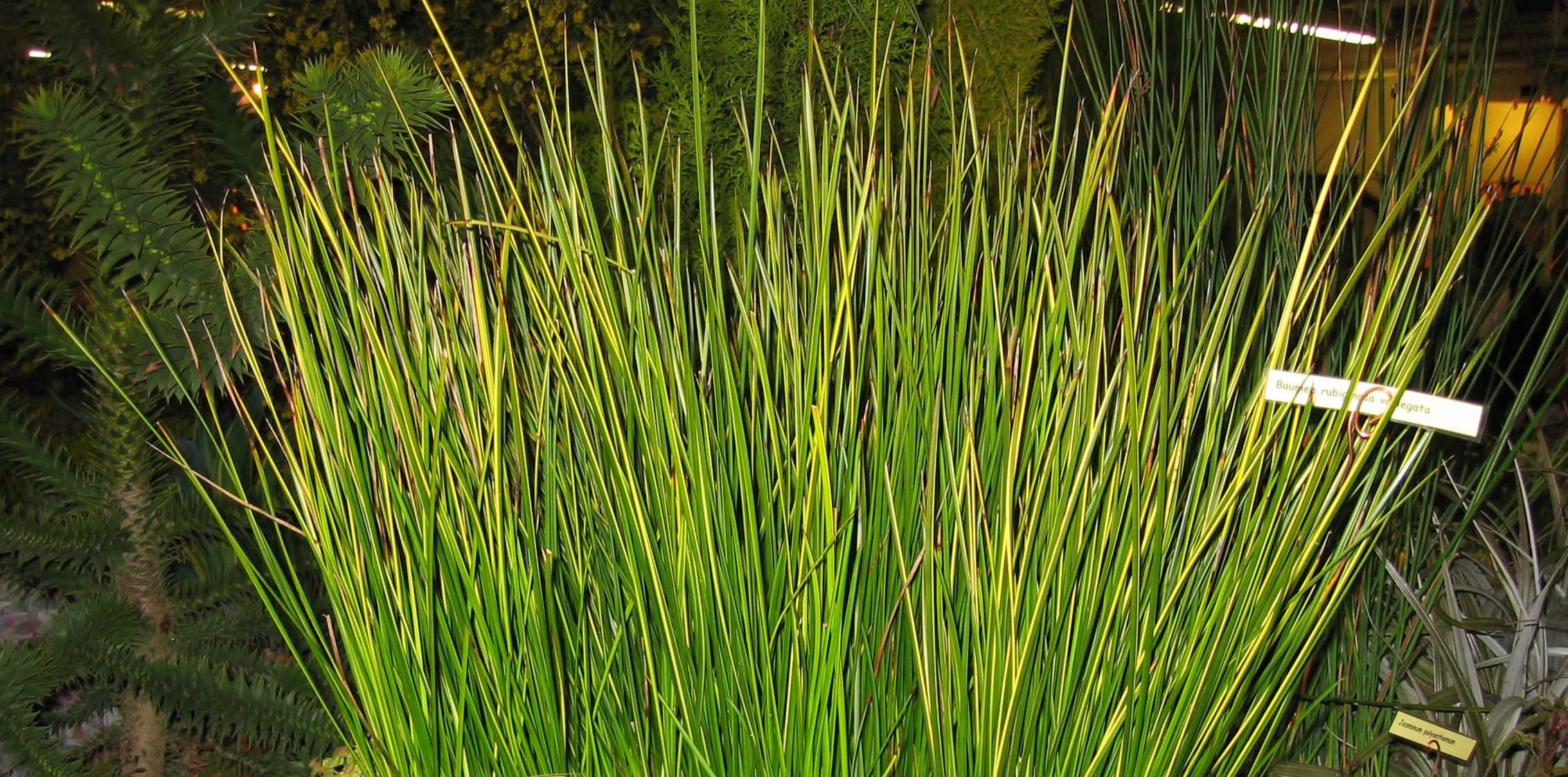
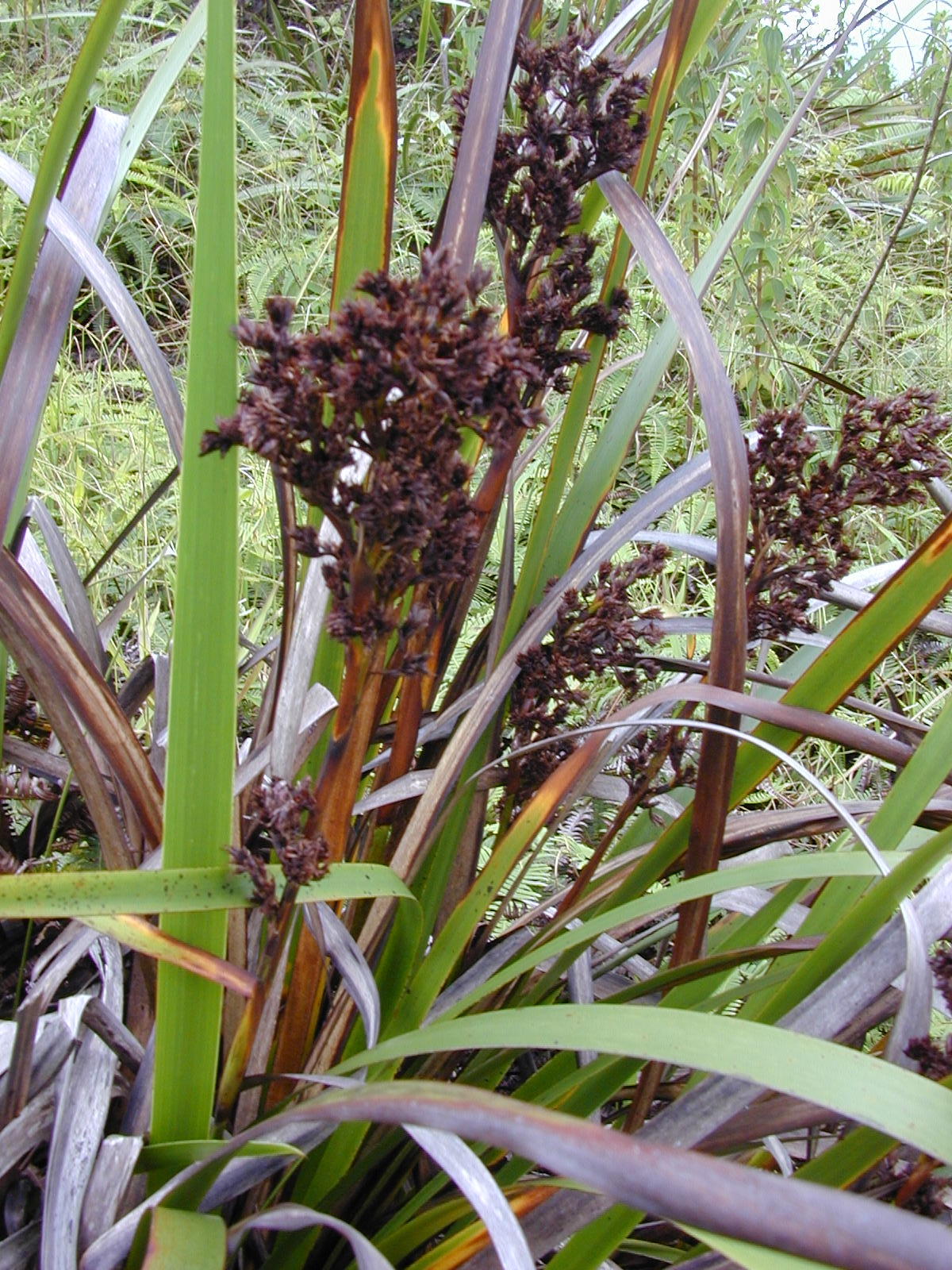

## Dottertaxa tillMachaerina, i alfabetisk ordning[1]
- Machaerina acuta
- Machaerina anceps
- Machaerina angustifolia
- Machaerina arthrophylla
- Machaerina articulata
- Machaerina aspericaulis
- Machaerina austrobrasiliensis
- Machaerina ayangannensis
- Machaerina bidwellii
- Machaerina complanata
- Machaerina cubensis
- Machaerina deplanchei
- Machaerina disticha
- Machaerina ekmanii
- Machaerina ensifolia
- Machaerina ensigera
- Machaerina falcata
- Machaerina ficticia
- Machaerina filifolia
- Machaerina flexuosa
- Machaerina glomerata
- Machaerina gunnii
- Machaerina hirta
- Machaerina huttonii
- Machaerina insularis
- Machaerina involuta
- Machaerina iridifolia
- Machaerina juncea
- Machaerina lamii
- Machaerina laxa
- Machaerina maingayi
- Machaerina mariscoides
- Machaerina milnei
- Machaerina montana
- Machaerina monticola
- Machaerina muelleri
- Machaerina myriantha
- Machaerina nuda
- Machaerina nukuhivensis
- Machaerina preissii
- Machaerina raiateensis
- Machaerina restioides
- Machaerina rubiginosa
- Machaerina scirpoidea
- Machaerina sinclairii
- Machaerina tenax
- Machaerina teretifolia
- Machaerina tetragona
- Machaerina vaginalis